# 多哥行政区划
多哥分为5个大经济区和30个省（préfectures），如下。
- 中部区（Centrale）
  - 布利塔省（Blitta）
  - 索图布阿省（Sotouboua）
  - 昌巴省（Tchamba）
  - 查奥州省（Tchaudjo）

- 卡拉区（Kara）
  - 阿索里省（Assoli）
  - 巴萨省（Bassar）
  - 比纳省（Binah）
  - 当庞省（Dankpen）
  - 杜费尔古省（Doufelgou）
  - 凯郎省（Kéran）
  - 科扎省（Kozah）

- 滨海区（Maritime）
  - 阿维省（Avé）
  - 海湾省（Golfe）
  - 湖泊省（Lacs）
  - 沃省
  - 约多省（Yoto）
  - 齐奥省（Zio）

- 高原区（Plateaux）
  - 阿古省（Agou）
  - 阿穆省（Amou）
  - 达依省（Danyi）
  - 东莫诺省（Est-Mono）
  - 哈霍省（Haho）
  - 克罗托省（Kloto）
  - 中莫诺省（Moyen-Mono）
  - 奥古省（Ogou）
  - 瓦瓦省（Wawa）

- 草原区（Savanes）
  - 庞扎尔省（Kpendjal）
  - 奥蒂省（Oti）
  - 唐儒阿雷省（Tandjouaré）
  - 托内省（Tône）

另外，首都洛美为地级市（commune）。